# Lema Mabidi
Lema Chikito Mabidi (Kinshasa, 11 giugno 1993) è un calciatore congolese (Repubblica Democratica del Congo), centrocampista del Vita Club.

## Carriera

### Club
Ha giocato nei campionati congolese, tunisino, marocchino, azero ed iracheno.

### Nazionale
Ha esordito in nazionale nel 2011.